# 苏俊禄
苏俊禄（1916年—1981年），男，直隶（今河北）晋县人，中华人民共和国政治人物，曾任吉林省军区政治部主任、政治委员，吉林省人大常委会副主任。